# Chromadorella galeata
Chromadorella galeata är en rundmaskart som beskrevs av Christian Wieser 1959. Chromadorella galeata ingår i släktet Chromadorella och familjen Chromadoridae. Inga underarter finns listade i Catalogue of Life.